# Akuttelefonen
Akuttelefonen er indgangen til regionens akuthjælp ved akut sygdom og skade uden for egen læges åbningstid - døgnet rundt.
Region Hovedstaden: Akuttelefonen kontaktes på telefonnummer 1813. Døve kan sende en SMS til Akuttelefonen 1813. Når man ringer til Akuttelefonen 1813, sidder sygeplejersker og læger klar til at hjælpe.
Man skal ringe 1813 for at komme på en akutmodtagelse eller akutklinik (tidligere kaldet skadestuer). 1813 erstatter lægevagten. Ved skader skal man ringe til 1813 for at få at vide, hvornår og hvor man skal møde op på en akutmodtagelse eller akutklinik. Under særlige omstændigheder rykker Akuttelefonen 1813's lægerne ud på hjemmebesøg.
Region Sjælland: Akuttelefonen kontaktes på telefonnummer 1818.